# Origin (Borknagar)
Origin è il settimo album in studio del gruppo metal norvegese Borknagar, pubblicato nel 2006.

## Tracce
1. Earth Imagery – 4:52
2. Grains – 3:42
3. Oceans Rise – 6:05
4. Signs – 1:17
5. White – 4:45 (Lars Nedland)
6. Cynosure – 2:55
7. The Human Nature – 4:48
8. Acclimation – 4:30
9. The Spirit of Nature – 3:00

## Formazione
- Vintersorg – voce, chitarra, tastiere, cori
- Øystein G. Brun – chitarre
- Lars A. Nedland – sintetizzatori, voce, organo Hammond, piano, cori
- Asgeir Mickelson – batteria